# L'Homme aux mille visages (téléfilm)
Pour les articles homonymes, voir L'Homme aux mille visages.
L'Homme aux mille visages (Who Is Clark Rockefeller?) est un téléfilm américain réalisé par Mikael Salomon, diffusé le 13 mars 2010 sur Lifetime et tiré d'une histoire vraie.

## Synopsis
Alors étudiante à Harvard, Sandra Boss, jeune femme de bonne famille promise à un brillant avenir rencontre Clark, qui prétend faire partie de la célèbre famille Rockfeller. Elle tombe sous son charme et l'épouse, ensemble ils ont une fille, Reigh, surnommée snooks mais Clark est lunatique, colérique et dépense sans compter l'argent que Sandra est seule à gagner.
Après des années de tensions dans le couple, Sandra décide de demander le divorce et enquête sur son mari. Elle découvre alors qu'il n'est pas un Rockfeller et que personne ne connait sa véritable identité....

## Fiche technique
- Titre original : Who Is Clark Rockefeller?
- Réalisation : Mikael Salomon
- Scénario : Edithe Swensen
- Photographie : John Dyer
- Musique : Jeff Toyne (en)
- Pays : États-Unis
- Durée : 95 minutes

## Distribution
- Eric McCormack (VF : Guillaume Lebon) : Clark Rockefeller[2]
- Sherry Stringfield (VF : Emmanuèle Bondeville) : Sandra Boss[3]
- Emily Alyn Lind (VF : Clara Quilichini) : Reigh « Snooks » Boss
- Stephen McHattie (VF : Hervé Jolly) : Mark Sutton
- Regina Taylor (VF : Denise Metmer) : Megan Norton
- Ted Atherton (en) (VF : Pierre-François Pistorio) : Détective John Ryan
- Krista Bridges (VF : Brigitte Aubry) : Agent Susan Pascale
- Mark Taylor (en) (VF : Yann Pichon) : Détective Mike Ruggio
- Art Hindle (en) (VF : Daniel Gall) : William Boss
- Philip Akin : Détective Lewis Cook
- Janet Porter (VF : Véronique Rivière) : Julia Boss
- Egidio Tari : Limo Driver
- Jeffrey R. Smith (de) (VF : Julien Chatelet) : Max Bernard
- Jack Grinhaus : Lawrence Jones
- Carleigh Beverly (en) (VF : Véronique Augereau) : Meredith

- Version française
  - Studio de doublage : Dubbing Brothers
  - Direction artistique : Philippe Peythieu
  - Adaptation des dialogues : Christian Niemiec et Ludovic Manchette

 Selon le carton du doublage français télévisuel.